# Spjutvattnet
Spjutvattnet är en sjö i Strömsunds kommun i Jämtland och ingår i Ångermanälvens huvudavrinningsområde. Sjön har en area på 0,476 kvadratkilometer och ligger 342,1 meter över havet. Sjön avvattnas av vattendraget Spjutån.

## Delavrinningsområde
Spjutvattnet ingår i det delavrinningsområde (710573-147602) som SMHI kallar för Mynnar i Ströms Vattudal. Medelhöjden är 398 meter över havet och ytan är 29,93 kvadratkilometer. Det finns inga avrinningsområden uppströms utan avrinningsområdet är högsta punkten. Spjutån som avvattnar avrinningsområdet har biflödesordning 3, vilket innebär att vattnet flödar genom totalt 3 vattendrag innan det når havet efter 221 kilometer. Avrinningsområdet består mestadels av skog (81 procent). Avrinningsområdet har 0,47 kvadratkilometer vattenytor vilket ger det en sjöprocent på 1,6 procent.